# Ценхрус якірцевий
Це́нхрус якірце́вий (лат. Cenchrus pauciflorus Benth. (С. tribuloides L.) — бур'ян, пригнічує ріст культурних рослин і шкодить тваринництву.

## Характеристика
Однорічний бур'ян родини злакових. Розмножується насінням, а також завдяки тому, що стелиться по ґрунту і укорінюється, даючи нові рослини. На одній рослині утворюється до 2000 насінин.
Ценхрус малоквітковий має пряме, потовщене, здатне вкорінитися в нижніх вузлах стебло, висотою 20—60 см. Листки — лінійно-ланцетні або ланцетні, язичок у вигляді білуватих війок, без вушок. Суцвіття — переривчаста волоть, що складається із 8—15 колосків, покритих довгими гострими шипами; буруватого або жовто-зеленуватого кольору. Коренева система — мичкувата. Насіння. Плід — зернівка.
Бур'ян добре росте в просапних культурах утворюючи до 45 стебел на одній рослині, довжиною близько 125 см. Озимі культури пригнічують ріст ценхрусу, де він може розвинути 2—3 стебла, довжиною 20—40 см.

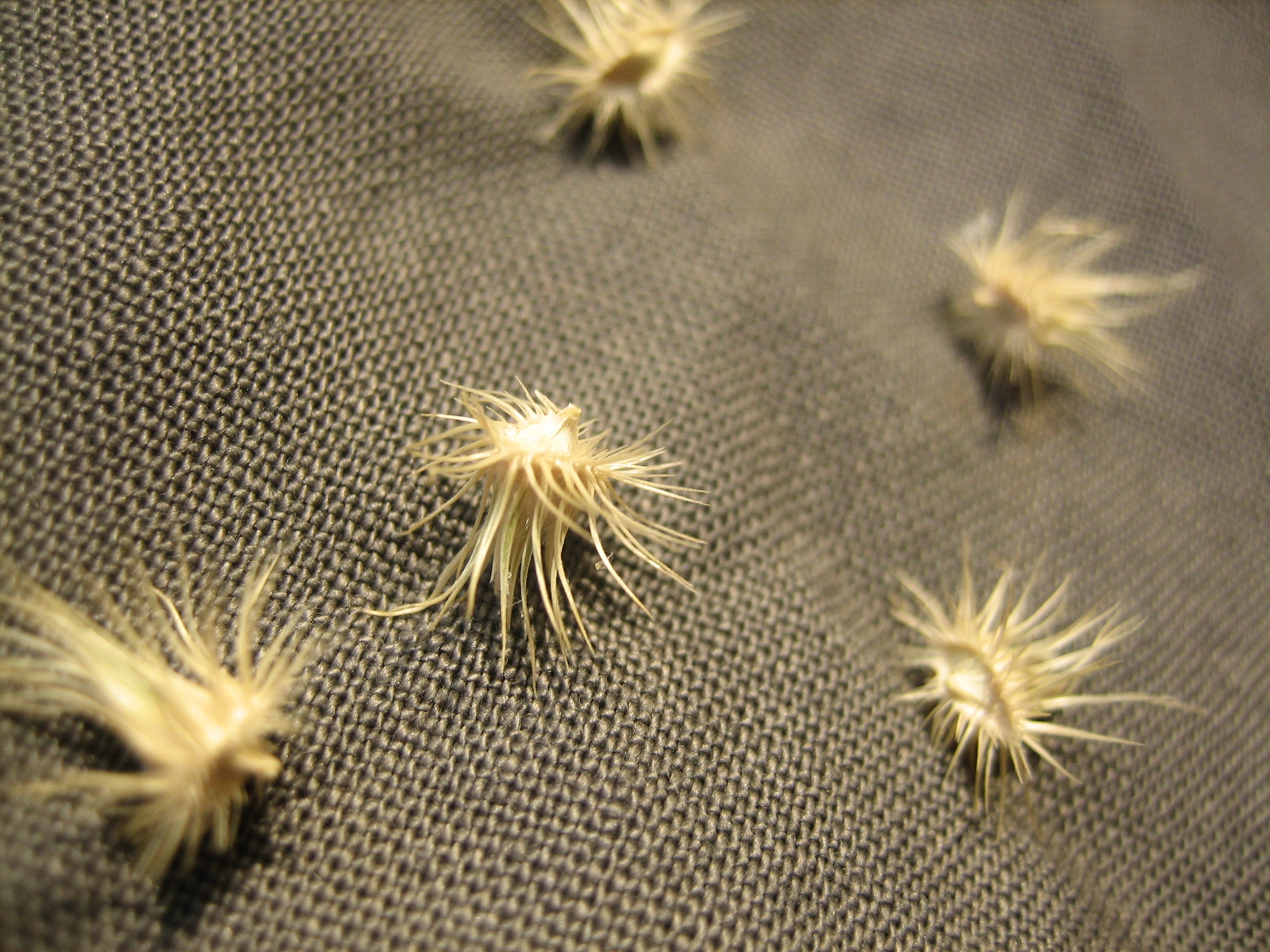
зерна близького виду Cenchrus biflorus
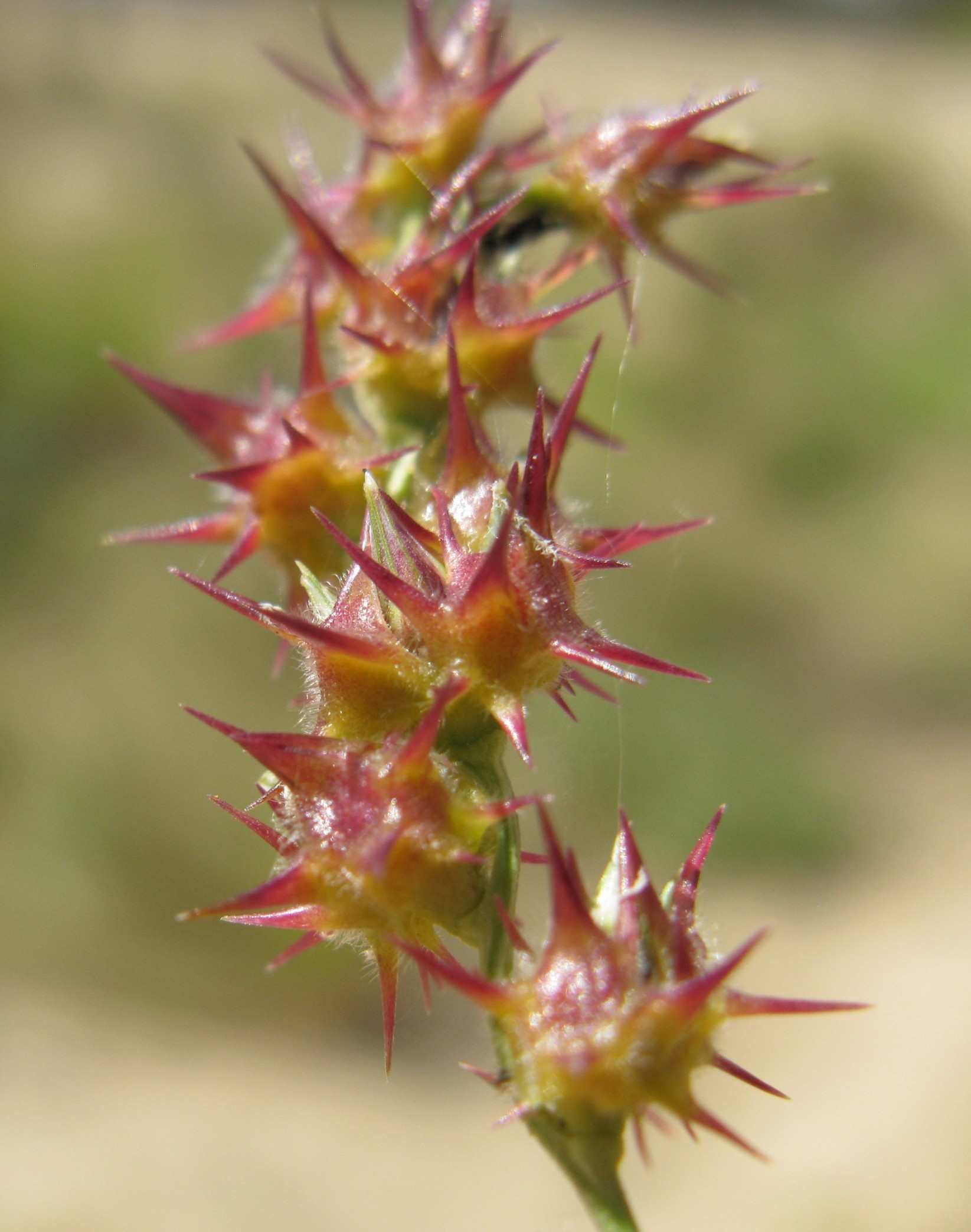
колос близького виду Cenchrus spinifex
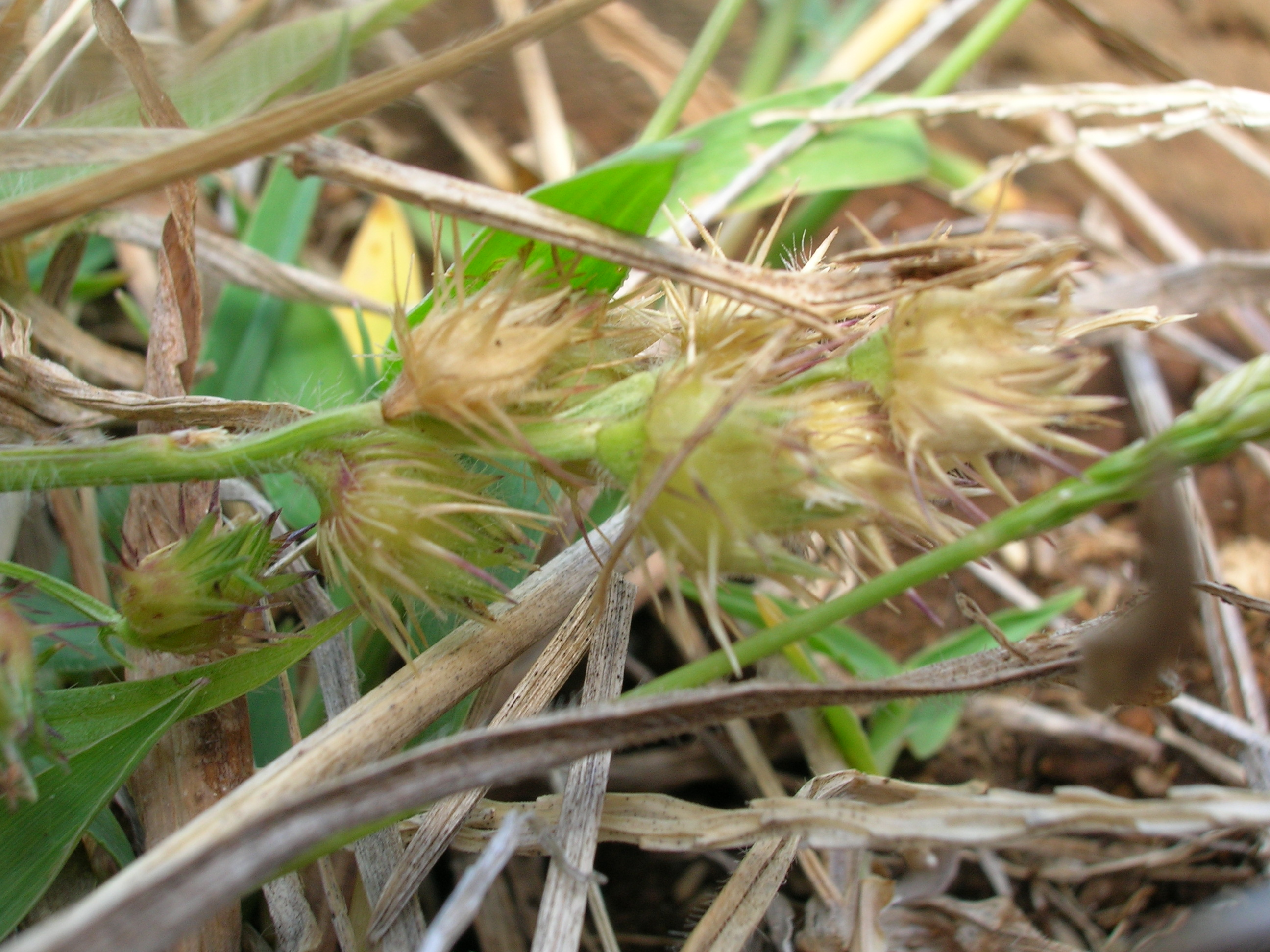
колос близького виду Cenchrus echinatus

## Поширення в Україні
Колючі плоди розповсюджуються на великій відстані, чіпляючись за транспорт, одяг людей, шерсть тварин. На початку вегетації бур'ян схожий на звичайну траву, яка добре згодовується тваринам, але наприкінці липня стебла грубіють, з'являються плоди, вкриті численними шипами і бур'ян перетворюється на злісний.
Вперше виявлено ценхрус якірцевий на території станції Джанкой і Джанкойській дистанції шляху Придніпровської залізниці АР Крим. Загальна площа засміченості ценхрусом якірцевим на 01.01.2006 р. становить 25 073,646 га в АР Крим, м. Київ, Дніпропетровській, Луганській, Одеській, Херсонській та Харківській областях.
За 2005 рік площа зараження зменшилась на 0,244 га в м. Києві та Дніпропетровській області, за рахунок відведення площ під будівництво доріг та проведених ревізій старих вогнищ та відсутності виявлень бур'яну протягом 5 років.
Ценхру́с малоквітко́вий — однорічна рослина. Поширений на піщаних ґрунтах. Сходи ценхрусу з'являються на початку червня, цвітіння припадає на червень—вересень, насіння достигає у вересні. Одна рослина утворює близько 2 000 насінин.

## Значення
Ценхрус малоквітковий завдає шкоди рослинництву і тваринництву (колючі колоски викликають пухлини та виразки, попадаючи разом з кормом в ротову порожнину тварин; псують овечу вовну, шерсть тварин, одяг людей, велосипедні колеса).
Його вкриті шипами плоди псують якість вовни овець, пошкоджують шкіру тварин, при потраплянні в корм ранять шлунково-кишковий тракт тварин та ротову порожнину. При збиранні врожаю колючі плоди ценхрусу ранять людей. Ними також пошкоджуються (пробиваються) велосипедні камери.

## Заходи боротьби
На необроблюваних землях, пустирях бур'ян випалюють вогнем. З хімічних заходів використовують Утал (на початку липня при висоті 15—20 см. бур'яну, при високій температурі повітря та вологості). При таких умовах спостерігається до 100 % знищення бур'яну. Також використовується загущення посівів люцерни (11—12 кг).
Щоб припинити розповсюдження ценхрусу на території, необхідно:
- Своєчасно виявляти вогнища ценхрусу.
- Прополювання чи газонокосіння з червня по вересень.
- Застосування гербіцидів (за погодженням з міською станцією захисту рослин)